# Vestiaria
Vestiaria ist ein Ort und eine ehemalige portugiesische Gemeinde (Freguesia) im Kreis Alcobaça im Distrikt Leiria, in der historischen Provinz Estremadura gelegen. Die Gemeinde hatte 1266 Einwohner (Stand 30. Juni 2011) und eine Fläche von 6,7 km². Zu ihr gehörten fünf weitere Ortschaften. Vestiaria geht auf eine Gründung der Abtei von Alcobaça unter dem Namen Vila de São Bernardo zu Beginn des 16. Jahrhunderts zurück.

## Geographie und Etymologie

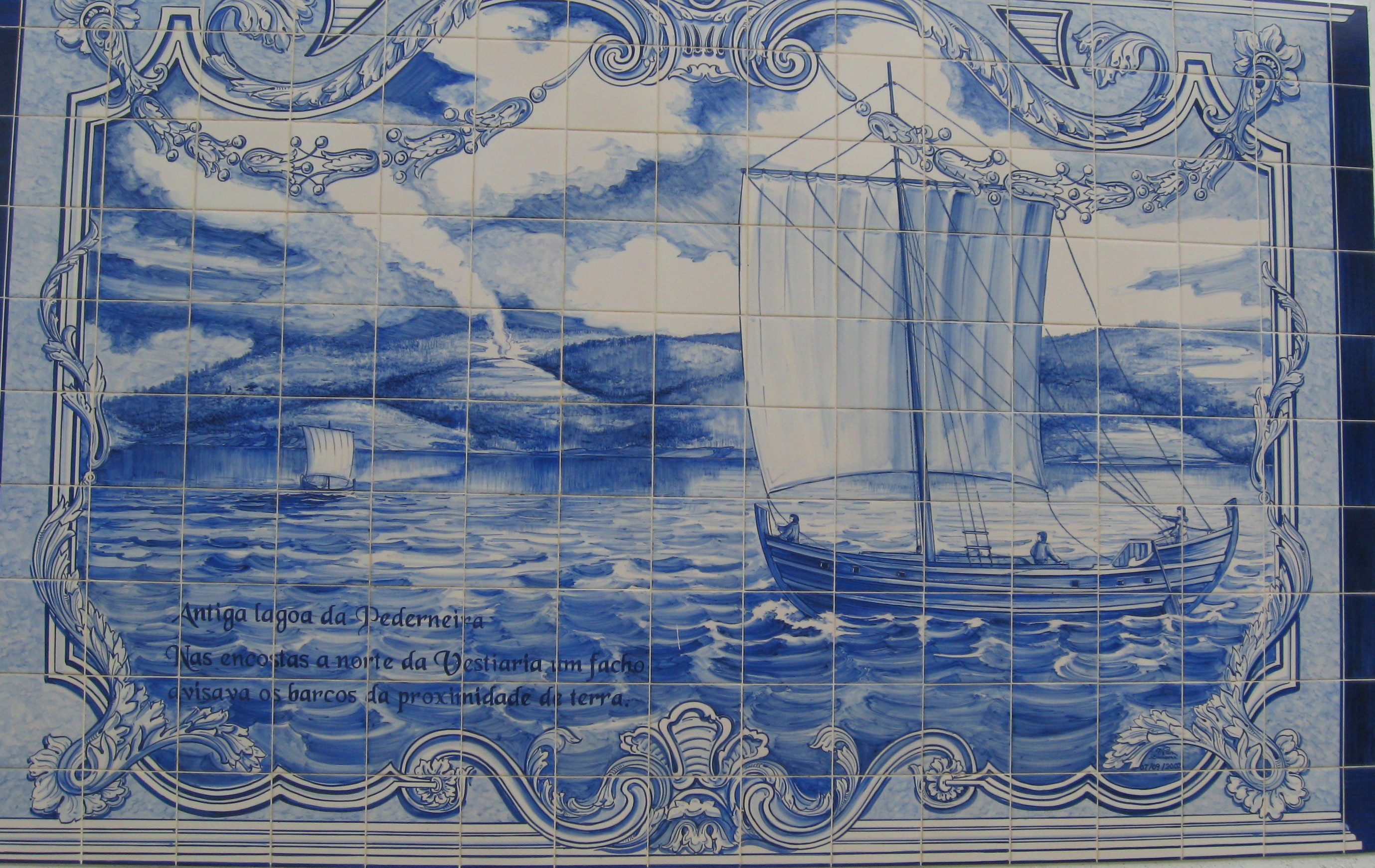
Nachempfundenes phönizisches Leuchtfeuer

Die ehemalige Gemeinde liegt auf einer Anhöhe von bis zu 170 Metern nordwestlich oberhalb des Klosters von Alcobaça, 1 km von der Stadt Alcobaça entfernt. Auf ihrer nordwestlichen Seite hin fällt das ehemalige Gemeindegebiet steil in eine Ebene ab, wo sich bis ins Mittelalter die Lagune von Pederneira befand. Dort mündete bei Fervença der Fluss Alcoa in die Lagune. Es wird angenommen, dass sich auf der Anhöhe ein Leuchtfeuer befunden habe, das von in Cós an dieser Lagune seit dem 8. Jahrhundert v. Chr. siedelnden Phöniziern zum Schutze ihrer Schifffahrt errichtet worden sei. Vestea soll demnach phönizischen Ursprungs sein (in ihm klingen die Wortstämme der Hestia und Vesta, der antiken Göttinnen des gezügelten Feuers an) und Leuchtstelle bedeuten. In einem großflächigen Azulejo-Bild im Zentrum des Ortes ist das Leuchtfeuer an der ehemaligen Lagune nachgebildet. Nach anderer Meinung geht der Name auf in Vestiaria ansässige Schneidereien zurück, die für die Abtei die Bekleidung (vestes, portugiesisch für Gewand) herstellten.

## Geschichte
Das ehemalige Gemeindegebiet von Vestiaria war Teil des unmittelbaren Siedlungsgebiets von Alcobaça mit – neben den möglichen phönizischen – römischen, wisigotischen und maurischen Spuren. Die Gemeinde selber wurde erst 1506 gegründet, als König Manuel I. (1469–1521) der Abtei das Gebiet als unmittelbaren Besitz zuwies. Dies geschah zum Ausgleich für den Verlust von territorialen Souveränitätsrechten, die die Abtei durch die von Manuel durchgeführte Stadtreform in den Coutos de Alcobaça, dem weltlichen Herrschaftsgebiet der Abtei, erlitten hatte. Aufgrund dieser Reform erhielten die 13 Städte der Abtei eine beschränkte Selbstverwaltung und eine eigene niedere Gerichtsbarkeit, blieben ihr jedoch tributpflichtig. Die Abtei gründete hieraufhin auf der Anhöhe oberhalb ihres Klosters die nach ihrem eigenen Gründer Bernhard von Clairvaux benannte Vila S. Bernardo, wofür sich aber recht bald der Name Vestiaria durchsetzte. Der Abt von Alcobaça hatte bei seinem Gesuch an den König das Vorhaben auch damit gerechtfertigt, dass man einen Ort zu Unterbringung von Straftätern benötige, was aber nie realisiert wurde.

## Monumente der Abtei

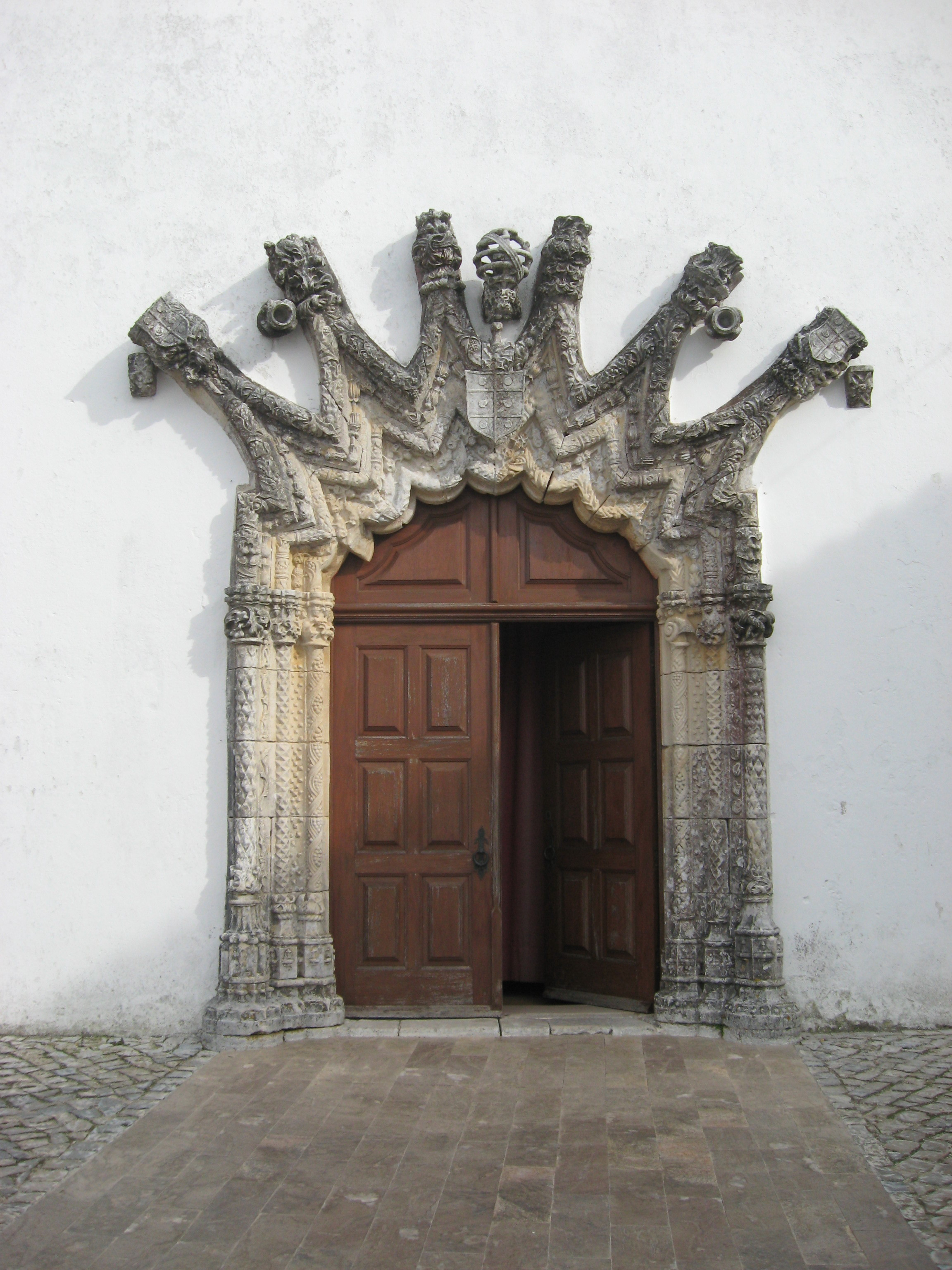
Manuelinisches Portal

Mit der Gründung errichteten die Mönche auch die heutige Pfarrkirche von Vestiaria, die der Nossa Senhora d'Ajuda (Maria, Hilfe der Christen) geweiht ist. Im Laufe der Jahre wurde die Kirche mehrfach umgebaut, erhalten ist aber noch ihre manuelinische Fassade mit Portal. Das Portal wird vom Wappen des Abtes von Alcobaça und dem königlichen Schild sowie der Armillarsphäre, die Eingang in das moderne Staatswappen Portugals fand, gekrönt. Auf eine frühe Kirche der Mönche geht ebenfalls die Capela de Santo António zurück, die in ihrer heutigen Form im Jahre 1798 neuerrichtet wurde. Zu den ältesten Meierhöfen der Abtei (granjas) gehört die Quinta do Cidral, deren Gelände sich hinunter nach Alcobaça zieht. Der Legende nach soll die Quinta durch einen unterirdischen Gang mit dem Kloster verbunden gewesen sein.

## Termas da Piedade

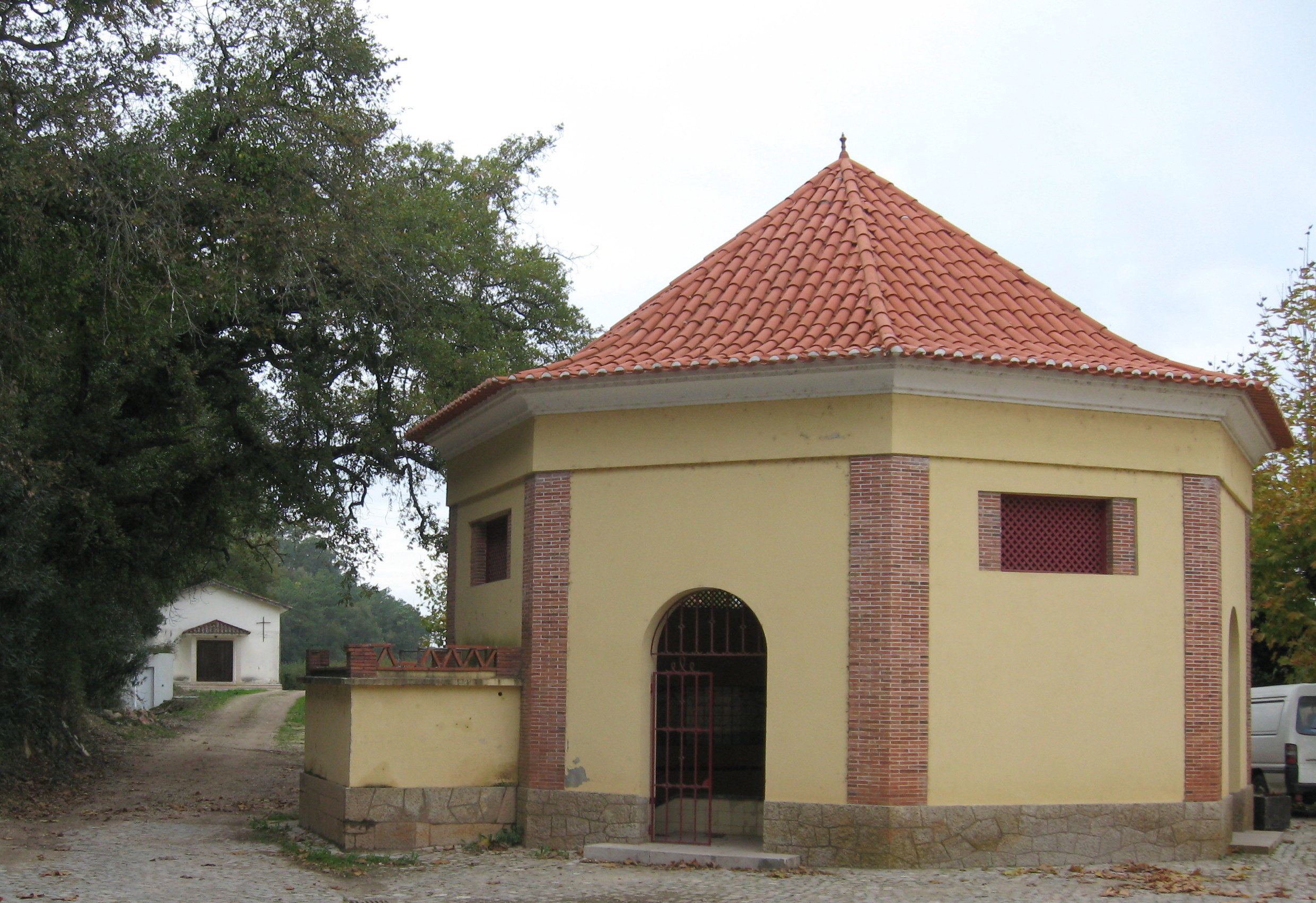
Badehaus mit Kapelle da Piedade

Nordwestlich von Vestiaria am Fuße der auch dort steil ansteigenden Anhöhe am Rande des Flusses Alcoa und im Bereich des Ufers der früheren Lagune von Pederneira liegen die häufig irrtümlich dem Nachbarort Maiorga zugeordneten Termas da Piedade. Die Thermalquellen sollen bereits zu römischen Zeiten genutzt worden sein, erlebten aber ihre Blütezeit erst ab dem 16. Jahrhundert. Damals hatte der spätere König Kardinal Henrique I. (1512–1580), der seit 1540 auch Abt von Alcobaça war, dort ein kleineres Nebenkloster gegründet, wo auch eine kleine Kirche, die Capela Senhora da Piedade, errichtet wurde. Die Mönche bauten die Thermalquellen aus, errichteten das erste Badehaus und betrieben anfänglich die nach ihrer Kapelle benannten Termen. In neuerer Zeit wurde ein Hotel gleichen Namens gebaut, das heute noch den Badebetrieb aufrechterhält, obgleich im Jahre 1997 die Originalbrunnen wegen Kontaminationen des Brunnenwassers geschlossen werden mussten.

## Gegenwart

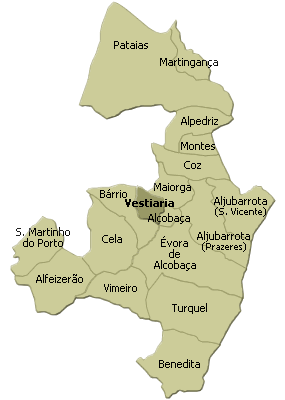
Lage der Gemeinde Vestiaria im Kreis Alcobaça bis September 2013

Die heutige Bevölkerung lebt von der Landwirtschaft, vor allem dem Obstbau und ist in den Betrieben der Region beschäftigt. Bekannt ist die Sociedade Filarmónica Vestiariense, ein Orchester, das 1906 vom damaligen Ortsgeistlichen Pater José Cacella gegründet wurde und sowohl national als auch international mehrere Preise gewonnen hat.

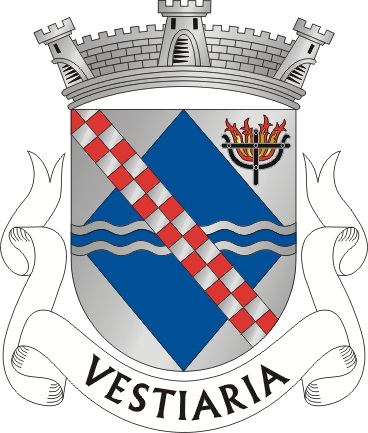
Das Wappen der ehemaligen Gemeinde

Am 29. September 2013 wurden die Freguesias Vestiaria und Alcobaça zur neuen Freguesia União das Freguesias de Alcobaça e Vestiaria zusammengefasst.